# Còlquida

Els antics estats georgians entre els anys 600 i 150 aC; Còlquida hi surt de color verd.

La Còlquida (georgià: კოლხეთი, k'olxeti; grec antic: ἡ Κολχίς, -ίδος; llatí: Colchĭs -ĭdis [γῆ]; a més a més, grec antic: ὁ Κόλχος -ου ‘còlquide’ m; ἡ Κολχίς, -ίδος ‘[dona] còlquida’ f; Κολχικός, -ή, -όν ‘còlquide -a’ adj.) fou el regne sorgit de la confederació dels Kholka cap al segle ix aC. Els kholka i el seu regne de Còlquida van destruir la confederació de Diaochi (segle viii aC), però això els va posar en contacte directe amb Urartu. En les fonts d'Urartu, s'esmenten nombroses ciutats reials de la Còlquida i sembla, doncs, que ja al segle viii aC tenia un bon grau de civilització. Un sol rei governava la Còlquida, i en cada província hi havia un governador. Aquest Regne de Còlquida apareix en el mite dels argonautes, que van anar a la Còlquida a buscar el velló d'or. Èsquil i Pindar foren els primers a esmentar Còlquida, que anteriorment era anomenada Aea, perquè fou la suposada residència del rei Aetes, que, segons els grecs, governava la Còlquida. Actualment estaria situat a l'actual Geòrgia vora del Caucas.
Cap al 750/748 aC, el rei Sardur II d'Urartu va envair el país i va devastar-ne el sud. Cap al 747/741 aC, hi va tornar i va conquerir la residència reial d'Ildamuche, que era la seu d'un govern provincial. Poc després, van començar les escomeses dels cimmeris, que els georgians anomenaren Ghmir i que van provocar molts danys i morts. Al seu darrere, van venir els escites i el país va quedar assolat. Els georgians de la muntanya van baixar al pla i això va desorganitzar l'economia. Però l'autoritat del rei es va mantenir. Els governadors (anomenats sceptuchs) regien les províncies. Els escites i els medes van destruir Urartu el 590 aC, i el lloc d'Urartu va ser ocupat per les tribus armènies. Així la Còlquida i Armènia van esdevenir veïnes. El rei de la Còlquida encara consta com un dels que, el segle v aC, enviava tribut al rei dels aquemènides de Pèrsia (que el 521 aC havien enderrocat els medes). El tribut, que s'enviava cada cinc anys, eren cent noies i cent nois joves esclaus. Còlquida tenia rang de satrapia dins la satrapia d'Armènia.
A partir ja del segle vi aC, els grecs van començar a colonitzar la costa de la Còlquida. Així, Phasis (Poti), Guienos (Otxamtxira), Dioskúria o Dioscúria (Sukhumi) i una de nom desconegut a l'Adjària. Les fonts gregues fan esment de la ciutat de Kutaia (avui Kutaisi), important centre del regne i el lloc tradicional de naixement de Medea, i també s'han trobat les restes arqueològiques d'algunes altres ciutats, la principal de les quals és el jaciment arqueològic de Vani. Al segle v aC, apareix l'economia monetària a la Còlquida. Cap al segle iv aC, la part oriental cau sota dominació del Regne d'Ibèria i el regne passa a ser anomenat Ègrissi en les fonts georgianes. Aquest regne no sempre va ser governat per un rei únic. S'esmenten com a tribus de Còlquida: els svanites (svans), els machelonites (maquelons), els heniochites (heniocs), els zydretes (Zidretes), els lazes, els tibarenites (tibarens), els mossyneques (mosinecs), els abasges (abasgues), els sanigetes, els gelonites (gelonites) i els melanchlaenites (melanclenis).
Mitridates VI Eupator del Pont (111 aC-63 aC) va incorporar el país i va fer governador de Còlquida el seu fill Mitridates el Jove, però segurament aquest es va voler fer independent i el seu pare el va cridar, el va empresonar i al cap d'un temps el va fer matar. Alguns aristòcrates còlquids, amics del rei del Pont, van governar llavors el país. El 66 aC, els romans van foragitar Mitridates, que va fugir a Còlquida i després al Bòsfor Cimmeri. Cap al 65 aC, un governador local de Còlquida anomenat Oltac, que es resistia als romans, va ser expulsat per aquestos, però altres governadors locals van sostenir Roma. Pompeu va fer governador del districte un aristòcrata local de nom Aristarc (dominador de la Còlquida segons les monedes). La Còlquida ara només estava formada per la part central, i la capital era Phasis (Poti). Caigut Pompeu, Farnaces del Bòsfor, fill de Mitridates, aprofitant que Cèsar estava ocupat amb Egipte, es va apoderar de Còlquida, Armènia i part de Capadòcia (49 aC) i derrotà Gneu Domici Calví, però el seu èxit va ser de curta volada. Aquest mateix personatge fou enviat per Cèsar contra Farnaces i el va derrotar el 47 aC. Polemó, successor de Farnaces, fou rei del Pont i el Bòsfor, incloent-hi la Còlquida. Quan el Regne del Pont va ser abolit, es va incorporar a Roma com a part de la província de Galàcia. Guarnicions romanes es van establir a les viles costaneres.
Dioscúria, la capital, es va dir Sebastòpolis sota domini romà, i era a la costa de l'Euxí. Altres ciutats en foren Sarapana (avui Scharapani), Surium, Arqueòpolis, Macheiresis, i Cyta o Cutatisium (avui Kutaisi).
L'any 69, els locals es van revoltar sota la direcció d'Anikète (Anicetes), i els rebels van arribar fins a Trebizonda, on va derrotar els romans i va cremar les seves naus. L'emperador va enviar Virdius Geminius amb un exèrcit que va derrotar Anikète. Aquest es refugià amb el príncep local de Sedokhez, que el va lliurar als romans. Des de llavors, la presència romana es va reforçar i el país va estar subjecte fins al segle ii, quan els prínceps locals dels Lazes, Apxiles o Apsides, Abasgues o Abascis, Samiges i altres menors es van fer pràcticament independents. El principat dels Lazes conquerirà els altres principats entre el segle iii i el segle iv i donarà origen al Regne de la Làzica, i desapareixerà al mateix segle la presència de guarnicions romanes, que hi van existir fins passat l'any 300.